# Starre Stacheldolde
Die Starre Stacheldolde (Echinophora spinosa) ist eine Pflanzenart aus der Gattung Stacheldolden (Echinophora) innerhalb der Familie der Doldenblütler (Apiaceae).

## Beschreibung

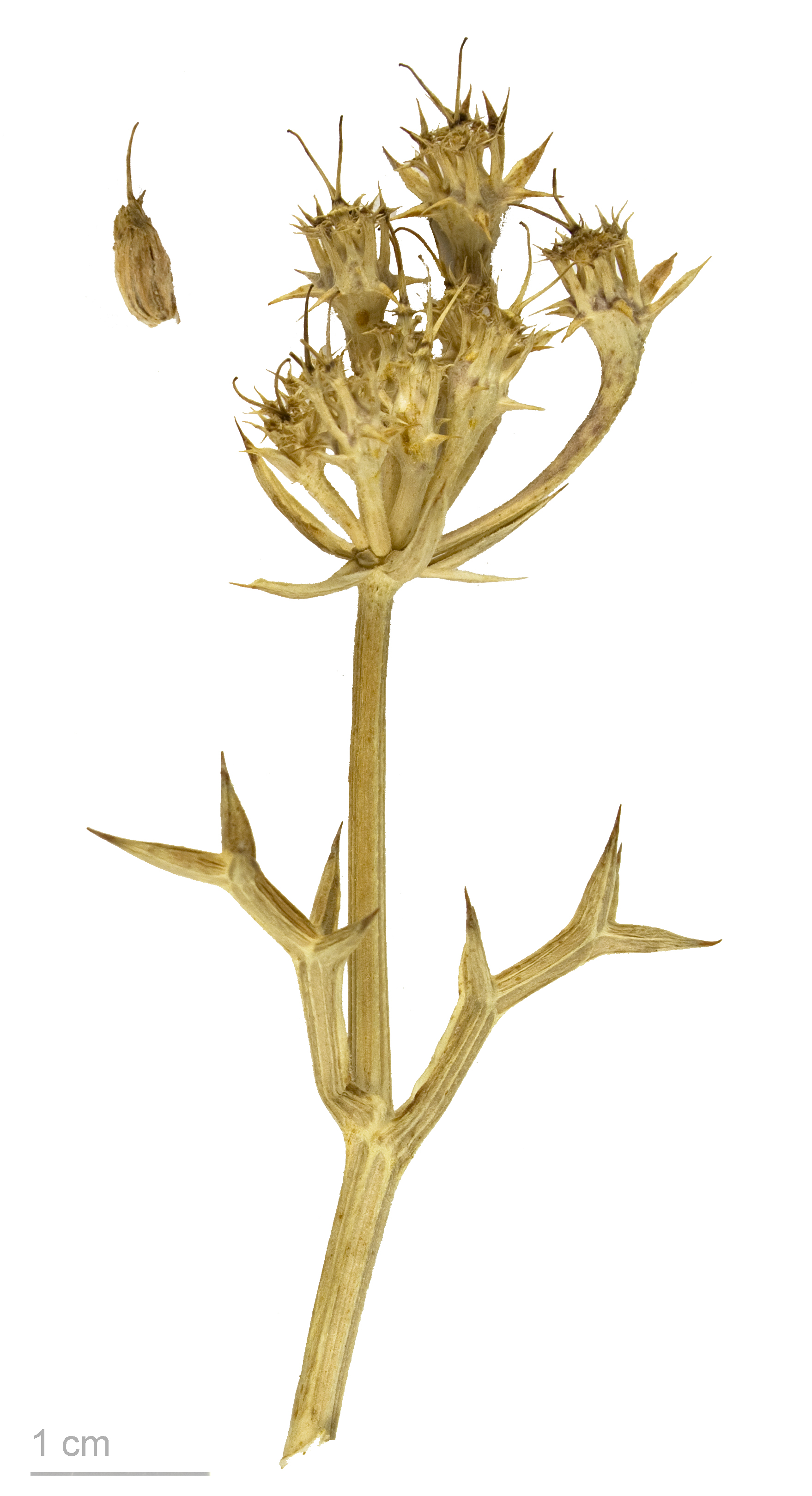
Fruchtstand

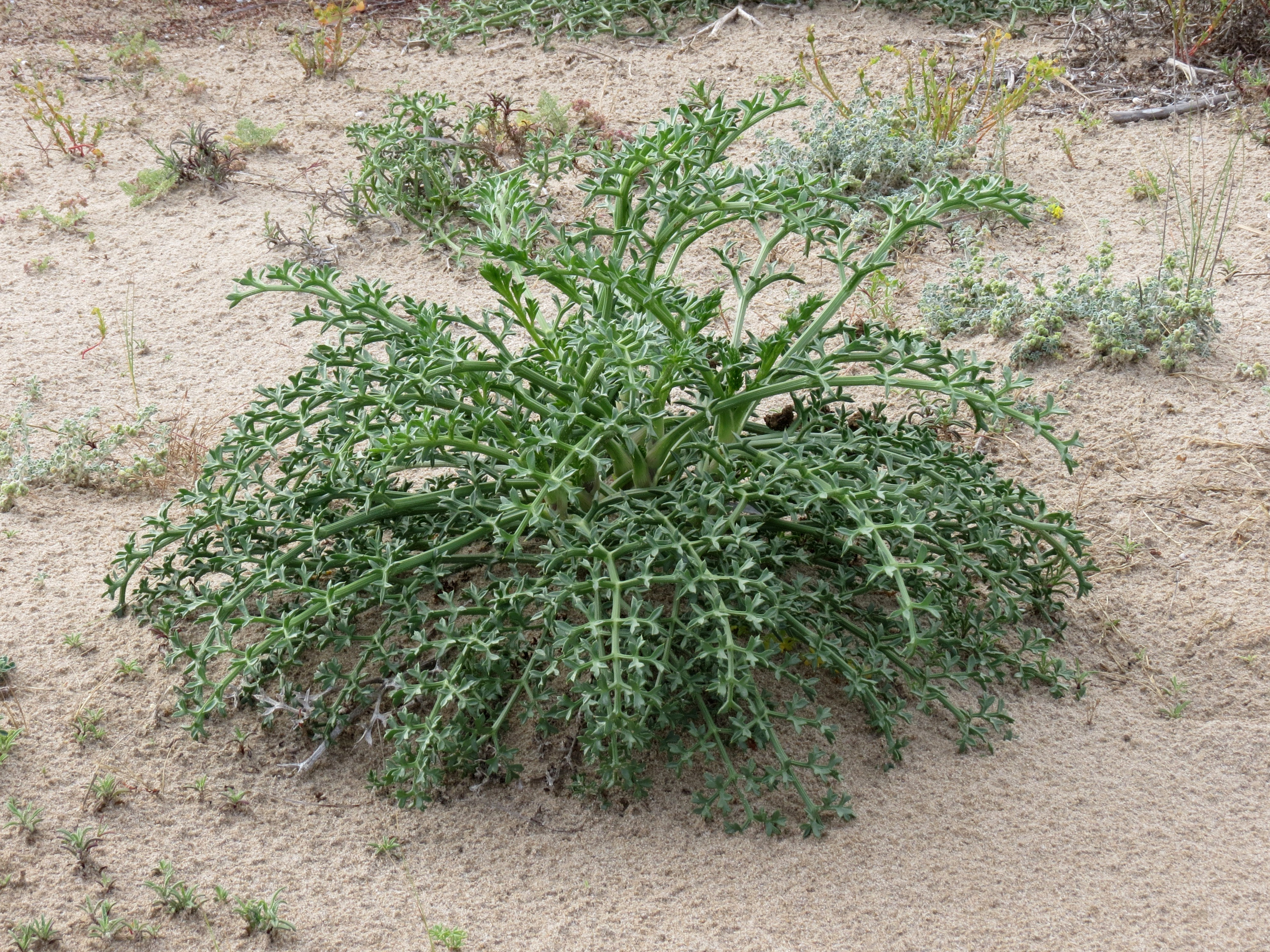
Habitus

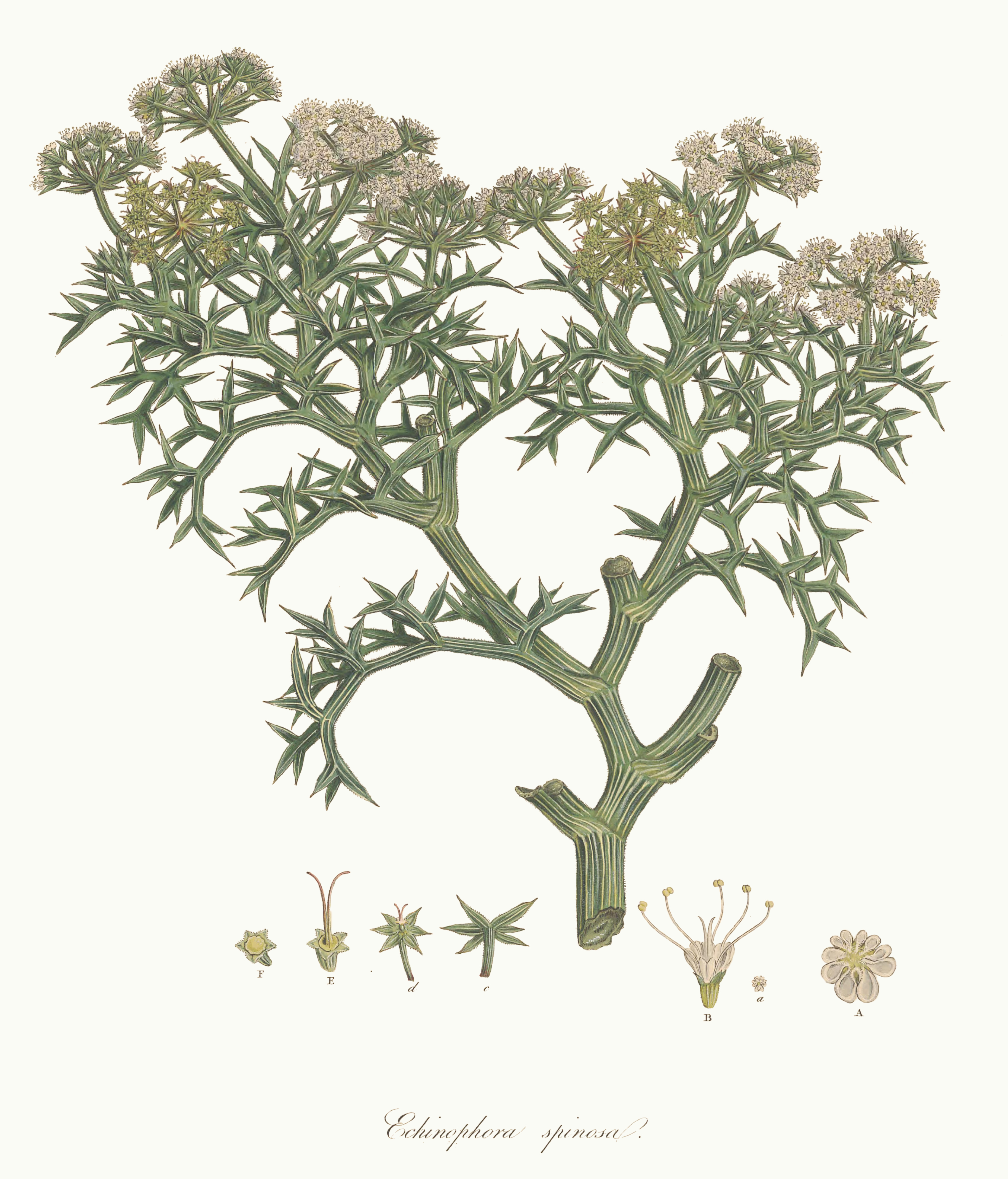
Illustration aus Flora Graeca, Band 3, Tafel 265

### Vegetative Merkmale
Die Starre Stacheldolde ist eine ausdauernde krautige Pflanze, die Wuchshöhen von 20 bis 80 Zentimetern erreicht. Sie weist ein grau-grünes, halbkugel-buschartiges Aussehen auf. Die festen, verzweigten, hohlen Stängel sind flaumig behaart bis kahl und streifig bis rippig.
Die Laubblätter sind in Blattstiel, -scheide und -spreite gegliedert. Die fleischige und steife Blattspreite ist zwei- oder dreifach gefiedert, mit dornigen, unterseits gekielten, oberseits rinnigen Abschnitten.

### Generative Merkmale
Die Blütezeit reicht von Juni bis Oktober. Die Starre Stacheldolde ist andromonözisch. Die end- oder achselständigen, doppeldoldigen Blütenstände bestehen aus vier bis acht oder mehr fein behaarten, dicklichen Strahlen und einer fünf– bis zehnblättrigen, stachelspitzigen Hülle. Jedes Döldchen, mit einem stachelspitzigen Hüllchen, enthält eine zentrale zwittrige Blüte, umgeben von einigen männlichen Blüten, deren Stiele mit dem Fruchtknoten bzw. dem Blütenbecher verbunden sind und eine Hülle um die Frucht bilden.
Die Blüten sind fünfzählig mit doppelter Blütenhülle. Die relativ kleinen Kelchblätter sind stachelspitzig. Die Blütenkronblätter sind weiß, selten rosafarben. Der Fruchtknoten ist unterständig. Es sind lange Griffeläste und ein kleines Griffelpolster vorhanden.
Die schwach rippige Frucht (Scheinfrucht) ist von den holzigen und spitzen Kelchzipfeln und den Griffelästen gekrönt. Es fehlt hier ein Karpophor.

## Vorkommen
Echinophora spinosa kommt in Algerien, Spanien, auf den Balearen, in Frankreich, Korsika, Sardinien, Sizilien, Malta, Italien, Kroatien, Montenegro und Griechenland vor.
Sie gedeiht an Sandstränden.

## Taxonomie
Die Erstveröffentlichung von Echinophora spinosa erfolgte 1753 durch Carl von Linné in Species Plantarum, Tomus I, Seite 239.